# Василевка (Лебединский район)
Василевка (укр. Василівка) — село,
Василевский сельский совет,
Лебединский район,
Сумская область,
Украина.

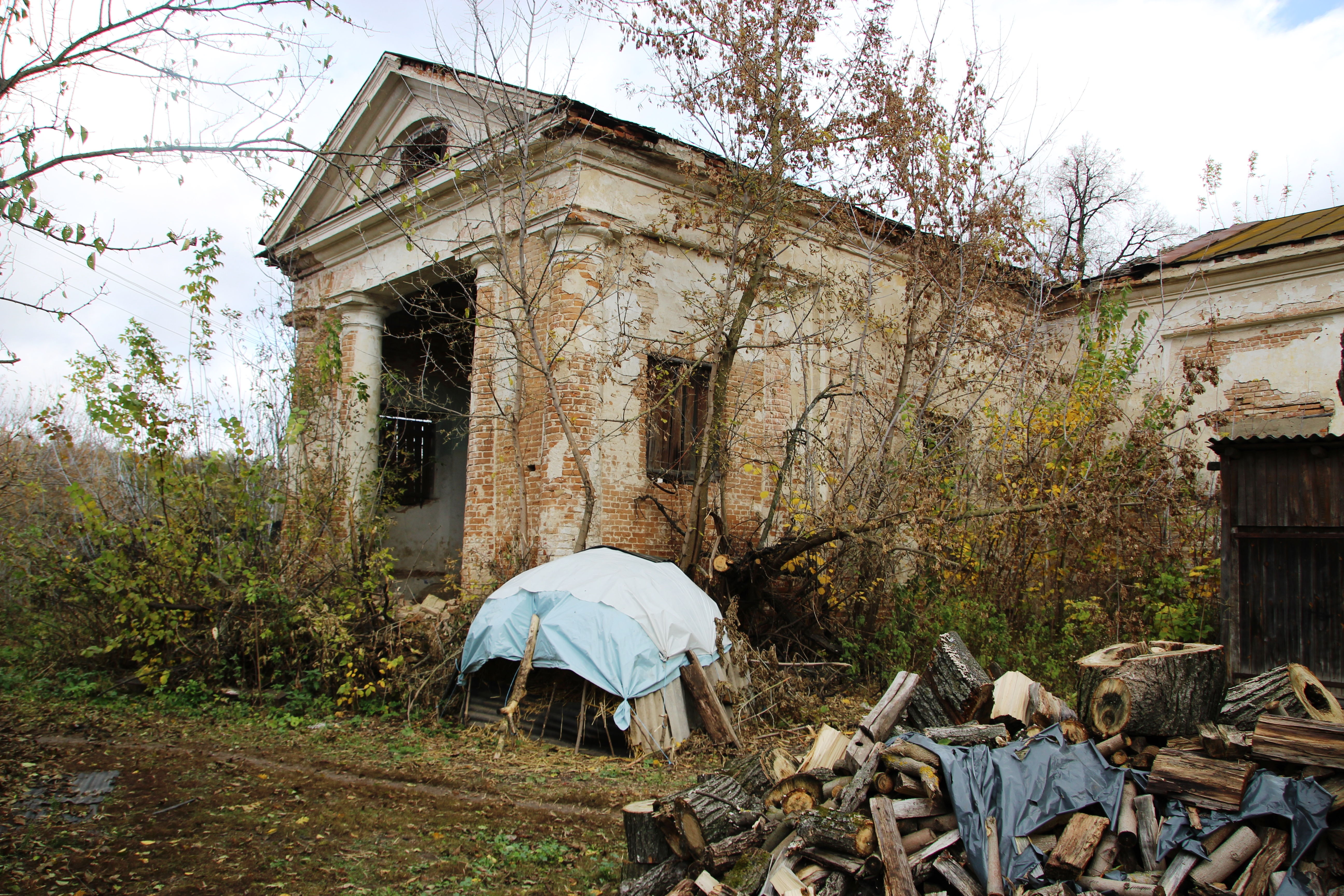
Руины Троицкой церкви

Код КОАТУУ — 5922981601. Население по переписи 2001 года составляло 1550 человек.
Является административным центром Василевского сельского совета, в который, кроме того, входят сёла
Новосельское,
Померки,
Савониха и
посёлок Мирное.

## Географическое положение
Село Василевка находится на берегу реки Грунь,
выше по течению на расстоянии в 6 км расположено село Грунь,
ниже по течению на расстоянии в 1 км расположены сёла Капустинцы (Липоводолинский район) и Клюсы (Липоводолинский район).

## История
- Село Василевка основано в 80-х годах XVII века.

## Экономика
- Молочно-товарная ферма.
- ОАО «Василевский сырзавод».
- Племзавод «Васильевка».

## Объекты социальной сферы
- Школа.

## Известные люди
- Озерный, Михаил Иванович — художник.